# Brian Helgeland
Brian Helgeland (født 17. januar 1961 i Providence, Rhode Island) er en amerikansk filminstruktør, -producer og manuskriptforfatter. Han er mest kendt for manuskriptet på L.A. Confidential (for hvilket han modtog en Oscar for bedste filmatisering sammen med Curtis Hanson), Mystic River, og A Nightmare on Elm Street 4: The Dream Master.
Helgeland har også skrevet og instrueret 42 fra 2013 og Legend i 2015.

## Udvalgt filmografi
| År   | Titel                                         | Instruktør | Forfatter | Producer | Note(r) |
| ---- | --------------------------------------------- | ---------- | --------- | -------- | ------- |
| 1988 | A Nightmare on Elm Street 4: The Dream Master | Nej        | Ja        | Nej      |         |
| 1988 | 976-EVIL                                      | Nej        | Ja        | Nej      |         |
| 1992 | Highway to Hell                               | Nej        | Ja        | Ja       |         |
| 1995 | Assassins                                     | Nej        | Ja        | Nej      |         |
| 1997 | L.A. Confidential                             | Nej        | Ja        | Nej      |         |
| 1997 | Conspiracy Theory                             | Nej        | Ja        | Nej      |         |
| 1997 | The Postman                                   | Nej        | Ja        | Nej      |         |
| 1999 | Payback                                       | Ja         | Ja        | Nej      |         |
| 2001 | A Knight's Tale                               | Ja         | Ja        | Ja       |         |
| 2002 | Blood Work                                    | Nej        | Ja        | Nej      |         |
| 2003 | Mystic River                                  | Nej        | Ja        | Nej      |         |
| 2003 | The Order                                     | Ja         | Ja        | Ja       |         |
| 2004 | Man on Fire                                   | Nej        | Ja        | Nej      |         |
| 2009 | The Taking of Pelham 123                      | Nej        | Ja        | Nej      |         |
| 2009 | Cirque du Freak: The Vampire's Assistant      | Nej        | Ja        | Nej      |         |
| 2010 | Green Zone                                    | Nej        | Ja        | Nej      |         |
| 2010 | Robin Hood                                    | Nej        | Ja        | Nej      |         |
| 2013 | 42                                            | Ja         | Ja        | Nej      |         |
| 2015 | Legend                                        | Ja         | Ja        | Nej      |         |